# Prenois
Prenois település Franciaországban, Côte-d’Or megyében. Lakosainak száma 462 fő (2022. január 1.). Prenois Val-Suzon, Daix, Darois, Lantenay, Pasques és Plombières-lès-Dijon községekkel határos.

## Népesség
A település népességének változása:
| Lakosok száma | 157  | 166  | 299  | 378  | 408  | 390  | 414  | 432  | 462  | 462  |
|               | 1962 | 1975 | 1990 | 2006 | 2011 | 2013 | 2016 | 2018 | 2020 | 2022 |